# John McVie
John Graham McVie, född 26 november 1945 i Ealing, London, är en brittisk basist. Han är mest känd som medlem i Fleetwood Mac från dess grundande 1967 och framåt. Han började dock sin karriär som basist i John Mayall's Blues Breakers 1963. McVie träffade Christine Perfect när Fleetwood Mac var på turné med Chicken Shack, och de gifte sig sedan. Det var också McVie som övertygade henne att bli medlem i gruppen 1970 efter att Peter Green hoppat av. 1976 skilde sig paret, men båda fortsatte i Fleetwood Mac.

## Diskografi
Album med Fleetwood Mac
Se: Fleetwood Macs diskografi
Album med John Mayall's Bluesbreakers
- 1965 – John Mayall Plays John Mayall
- 1966 – Blues Breakers with Eric Clapton
- 1967 – A Hard Road
- 1967 – Crusade

Soloalbum
- 1992 – John McVie's "Gotta Band" with Lola Thomas

Album med Lindsey Buckingham och Christine McVie
- 2017 – Lindsey Buckingham / Christine McVie